# Abié
Abié este o comună din departamentul Adzopé, regiunea Agnéby, Coasta de Fildeș.